# しとやかな獣
『しとやかな獣』（しとやかなけだもの）は、1962年12月26日に公開された日本映画。ブラックコメディ。第36回キネマ旬報ベストテン第6位。
東京都中央区晴海団地が舞台。

## 概要
新藤兼人の脚本を大映と仕事をし始めていた川島雄三が首脳部に企画提案して映画化したもの。主人公は、郊外にある文化的な高層団地群の、安いタイプのほうに住む4人家族。元日本海軍中佐としての外面を気にする父親は、上品ぶった言葉遣いを崩さない妻を持ち、その息子・実に会社の金の横領を、娘・友子には有名作家の妾暮らしを指南し、その金で暮らしている。彼らを取り巻く登場人物も、偽外人の歌手、不正経理で荒稼ぎする芸能事務所社長、男を騙して旅館経営に乗り出す女など、裏表を使い分け強欲に生きる者ばかり。団地のリビングを定点にワイドスクリーンの効果を巧みに使い、戦後復興から高度成長期を迎えた日本で化かし合い騙し合って生き抜く人々の姿を描く。　本編では山岡久乃と伊藤雄之助の家族を軸に展開しており、若尾文子は本編ではあまり登場しない。　すなわち実質的な主役は山岡久乃と伊藤雄之助である。

## あらすじ
元海軍中佐の前田時造（伊藤雄之助）は狭い団地の一室で妻（山岡久乃）と暮らしている。戦後のどん底の生活を経験した彼は二度とそんな暮らしに戻りたくないと、子どもたちをあやつり他人の金を巻き上げている。
息子の実（川畑愛光）は勤め先の芸能プロから金を使い込んで雲隠れし、社長の香取（高松英郎）が怒鳴り込んでくるが、夫婦は恐縮したふりをしながらやりすごす。
一方、娘の友子（浜田ゆう子）は小説家吉沢（山茶花究）の二号になっている。強欲な時造一家にいや気がさした吉沢が知子との縁を切ろうとやってくるが、夫婦は吉沢を言いくるめて巧みに話を納めてしまう。
次にやって来るのは芸能プロの会計係である三谷幸枝（若尾文子）。三谷は実や社長の香取を含め、多くの男性と関係を持って金を貢がせ、旅館を開業するための資金を貯めていた。必要な資金が貯まったため実とは手を切ることにしたのである。実は激怒するが三谷は涼しい顔で帰っていく。
銀座のクラブのマダム（ミヤコ蝶々）も、実が吉沢の名刺を悪用して多くの客から金をだまし取っていたことに対して苦情を言いに来るが、時造は追い返す。
翌日には三谷と香取が再びやってくる。税務署員で香取の会社の徴税を担当していた神谷（船越英二）が、三谷のために業務上の不正を働いていたことが発覚して税務署をクビになったことが明らかになったのだ。真面目な神谷も三谷と関係を持っていたのである。神谷が自殺でもしたら警察が動き出し、三谷との関係も、香取が密かに行っていた脱税も公になってしまうだろうと一同は怖れる。
三谷と香取が帰った後、その神谷がやってくる。神谷はこれから警察に行ってすべてを話すと告げて家を出るが、ためらった後に階段を屋上へと上っていく。
やがて団地に救急車のサイレンが聞こえてくるのだった。

## 出演者
- 三谷幸枝：若尾文子
- 神谷栄作：船越英二
- 前田友子：浜田ゆう子
- 香取一郎：高松英郎
- 前田実：川畑愛光
- 前田時造：伊藤雄之助
- 前田よしの：山岡久乃
- ピノサク・パブリスタ：小沢昭一
- 吉沢駿太郎：山茶花究
- マダムゆき：ミヤコ蝶々

## スタッフ
- 監督：川島雄三
- 原作・脚本：新藤兼人
- 撮影：宗川信夫
- 音楽：池野成
- 美術：柴田篤二

## 舞台版
劇団青年座、1964年に公演
映画で母親役だった山岡久乃（劇団員だった）も出演
東京乾電池版、1996年に本多劇場にて公演
演出：柄本明
出演：柄本明、ベンガル、綾田俊樹、角替和枝、蛭子能収、広岡由里子、谷川昭一朗、西村喜代子、佐々木麻千子、麻生絵里子、西本毅、鈴木千秋、山川智子、宮田早苗、池村久美子、大沢正幸、中村小百合
ぷれいす版、2007年にシアター1010にて公演
演出：髙平哲郎
出演：うつみ宮土理、山田まりや、坂本あきら、松田洋治、清郷流号、菊地凡平、小林のり一、根本和史、渡辺信子、真琴つばさ
オリガト・プラスティコ版、2009年に東京：紀伊國屋ホール／大阪：シアター・ドラマシティにて公演
演出：ケラリーノ・サンドロヴィッチ
出演：浅野和之、緒川たまき、広岡由里子、近藤公園、すほうれいこ、佐藤誓、大河内浩、玉置孝匡、山本剛史、吉添文子